# Jack Washington
Ronald „Jack“ Washington (* 17. Juli 1910 in Kansas City, Kansas; † 28. November 1964 in Oklahoma City, Oklahoma) war ein US-amerikanischer Jazz-Saxophonist (Bariton, Alt) des Swing.
Washington war mit Harry Carney einer der Ersten, die das Baritonsaxophon als Soloinstrument benutzten. Er begann auf dem Sopransaxophon, wechselte aber noch als Schüler zum Bariton. Gleich nach der High School spielte er 1926 bei Bennie Moten, bei dem er von kurzen Unterbrechungen (zum Beispiel mit Jesse Stone und seinen Blues Serenaders) bis zu dessen Tod 1935 blieb, und von 1935 bis 1950 im Count Basie Orchestra (von einer kurzen Zeit in der US-Armee abgesehen). Nach der Auflösung der Basie-Band zog er nach Oklahoma City und arbeitete am Flughafen. Er spielte nur noch gelegentlich (so auf einem Basie-Reunion-Album 1958).
Es gibt Aufnahmen mit Moten, Basie, Harry James, Paul Quinichette und Billie Holiday.